# Póka család (egerfarmosi)

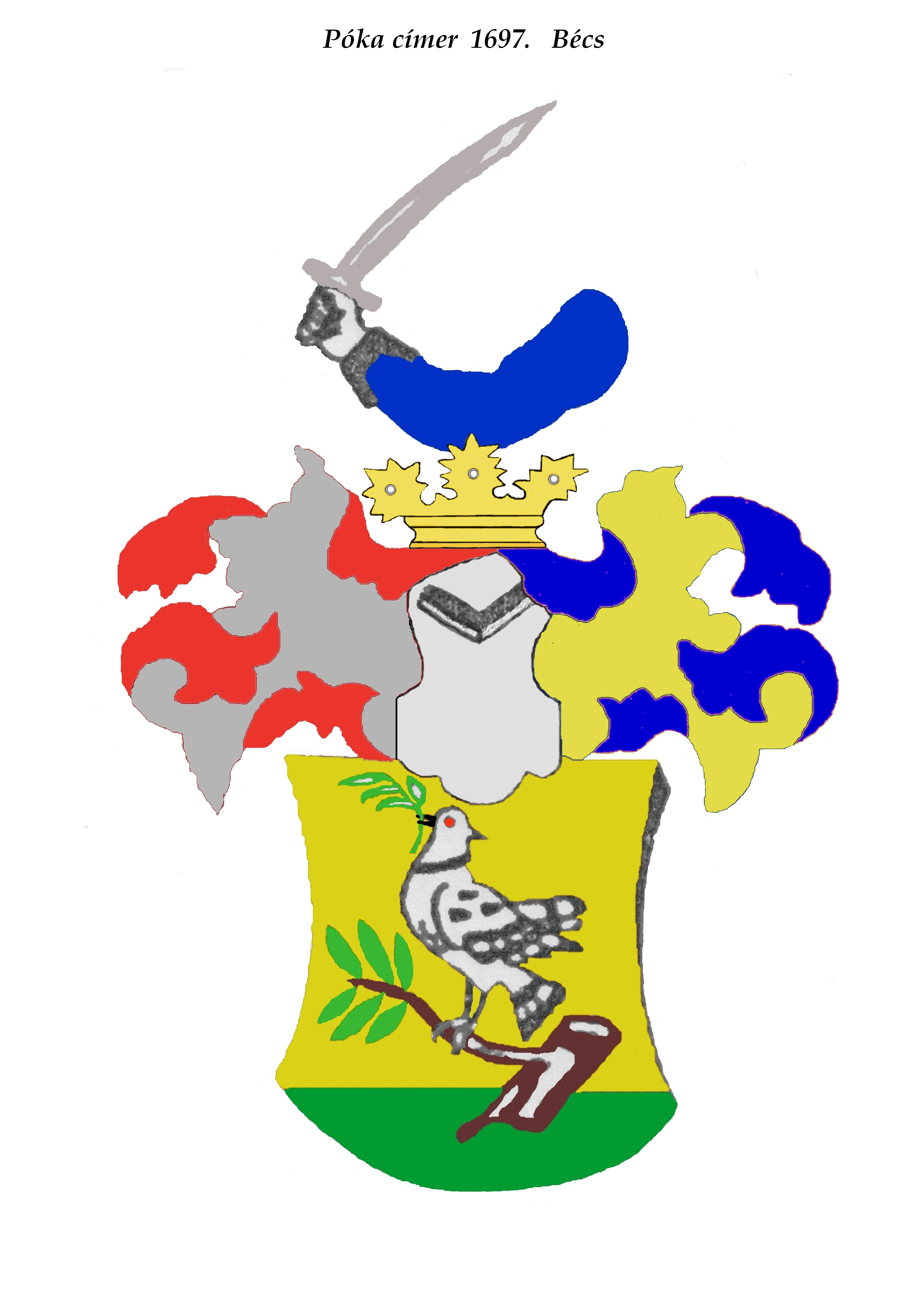
Az egerfarmosi Póka család címere

Az egerfarmosi Póka család a Vezekény vagy Osl de valószínűbb, hogy a Záh nemzetségből eredhet. A Heves vármegyei Egerfarmos után veszi előnevét. Az "egerfarmosi" Póka családfa a Jász-Nagykun-Szolnok megyei Elektronikus Könyvtárban található. Póka Mihály és Póka Béla családfája.  1330 után a Záh nemzetség  még életben maradt tagjai igyekeztek származásukat titkolni. A Záh nemzetség Geregei ágából való Póka utódokból alakulhatott ki a Póka család.
Címeres nemeslevelet 1697. június 22-én adományozott I. Lipót magyar király Póka Adalbertnek és fiának, Póka Györgynek és annak feleségének Kocka Katalinnak valamint unokatestvéreinek Molnár Jánosnak és Annának, Póka Mihálynak és feleségének, Kozák Erzsébetnek. Egy évvel később, 1698. április 28.-án hirdették ki Heves vármegyében. A címer a Magyar Országos Levéltárban található. A 20. században élt egerfarmosi Póka Dezső cs. kir. kapitány, aki Szegeden lakott, és felesége Schreyer Gabriella (1873-1893), Schreyer Vitkor és Rittich Klementina lánya volt.